# Michel Marmin
Pour les articles homonymes, voir Marmin.
Michel Marmin, né le 18 novembre 1943 à Angers (Maine-et-Loire), est un essayiste, journaliste et scénariste français d'extrême droite, auteur notamment d'ouvrages sur le cinéma et la musique.

## Biographie
Dans les années 1950, Michel Marmin est membre des Éclaireurs de France, expérience qu'il décrit comme « une initiation à l'aristocratisme antibourgeois ».
Diplômé de l'Institut des hautes études cinématographiques (IDHEC) et assistant de Pierre Schaeffer au Service de la recherche de l'ORTF (1966-1972), il est recruté, en 1971, par la Compagnie française de journaux de Raymond Bourgine. En 1972, il devient critique cinématographique de Valeurs actuelles à la place de Lucien Rebatet. Il conserve cette rubrique jusqu'en 1978.
Ancien critique de cinéma du Figaro (1978-1980), il a été rédacteur en chef des encyclopédies publiées par les éditions Atlas, dont la revue Inexpliqué - le monde de l'étrange, de l'insolite et du mystère, sorte d'encyclopédie publiée par fascicules au début des années 1980 et dirigée par Gérard Bordes.
Ami de Gérard Blain, il est le coscénariste de deux de ses films (Pierre et Djemila, 1986, et Ainsi soit-il, 2000), ce qui suscite la polémique.
Auteur de recueils de poésie, journaliste aux centres d'intérêt très variés, de la philosophie à l'érotisme en passant par le cinéma et la musique, il a évolué vers un rejet de plus en plus marqué des dominations supposées du capitalisme sur la société et sur la création et exprimé sa sympathie pour le mouvement de Mai-68 et certaines des idées qu'il a portées, notamment dans Le Mai 68 de la Nouvelle Droite.[pertinence contestée].
Parallèlement à cette évolution, une certaine inquiétude spirituelle s'est manifestée dans ses récents poèmes, ainsi que dans ses souvenirs recueillis par Ludovic Maubreuil dans La République n'a pas besoin de savants (2017).
Il a utilisé le pseudonyme « Lucien Chanteloup », ainsi que celui de « Laurence Terry » pour signer « quelques articles féministes ».

## Positionnements idéologique et politique
Figure historique du Groupement de recherche et d'études pour la civilisation européenne (GRECE) et de la Nouvelle Droite, Michel Marmin s'est revendiqué quatre « maîtres pour penser » dans la revue Éléments : 

« Je crains toutefois que les autres maîtres dont je veux maintenant évoquer l'exemple, Charles Péguy, Pierre Schaeffer, Pier Paolo Pasolini et Henri Gobard, ne les [les “zoologistes”] aident guère dans leur entreprise de classification. Et sans doute est-ce la raison pour laquelle ils sont devenus mes maîtres, mes vénérés maîtres. Ils sont inclassables tout simplement parce que leur enseignement frappe de caducité toutes les classifications. »

En 1975, il cofonde Europe-Jeunesse, puis l'année suivante les éditions Copernic.
En 1976, dans la revue Éléments, il célèbre la réédition du pamphlet nazi Les Décombres de Lucien Rebatet. C'est ici particulièrement « l'ancien collaborationniste dont il admirait l'œuvre. » selon Anne-Marie Duranton-Crabol.
Président de la Société Jean-Parvulesco, et membre de l'Association des amis de Saint-Loup, il a participé au volume Rencontres avec Saint-Loup en 1991.
Après avoir été secrétaire général adjoint du GRECE dans les années 1970, il en est en 1991-92 le président.
Jusqu'en avril 2007, il fut rédacteur en chef d'Éléments, où il écrit surtout des critiques, cinématographiques et littéraires, ce qui lui a valu d'être qualifié de « critique au goût très sûr » par Jean Narboni, ancien rédacteur en chef des Cahiers du cinéma , dans Samuel Fuller. Un homme à fables.  Ces critiques ont fourni la matière de Cinéphilie vagabonde. Enrichi par des vues originales sur le cinéma muet, le cinéma de télévision (avec une réhabilitation spectaculaire de la série des Maigret interprétée par Jean Richard) ou le cinéma de cape et d’épée, cet ouvrage joint à une radicalité esthétique assumée un éclectisme rafraîchissant. Les amoureux de la littérature y ont trouvé leur compte : de grands écrivains ayant eu partie liée avec le 7e Art y font l’objet d’articles particuliers, tels Roger Nimier et Roger Vailland.
En 1999, il signe pour s'opposer à la guerre en Serbie la pétition « Les Européens veulent la paix », lancée par le collectif Non à la guerre.
En 2012, il s'associe au projet « Notre antenne », porté par Gilles Arnaud et Philippe Milliau, qui donne naissance en 2014 à TV Libertés.
Il a soutenu la thèse d'une colonisation du Pérou par les Vikings, notamment promue par son proche Jean-Claude Valla.

## Publications
- Trois Oies Sauvages, Arcadès Ambo, 64 p., 2024
- Notre Dictionnaire de la musique (avec Michèle Delagneau), ARCADES AMBO, 310 p., 2024
- Vagabondages littéraires, Auda Isarn, 2022
- Pour Aliénor, ACADES AMBO, 2022
- Cinéphilie vagabonde, Paris, éditions Pierre-Guillaume de Roux, 2020
- Où Nestor Burma rencontre l'Aristo, Auda Isarn, 2019
- Chemins de Damas et d'ailleurs, Auda Isarn, 2018
- La République n'a pas besoin de savants, entretiens avec Ludovic Maubreuil, Paris, éditions Pierre-Guillaume de Roux, 2017
- Droite + Gauche (avec Éric Branca), Paris, Chronique, coll. Le Tour de le Question, 2016
- Blondes + Brunes, Paris, Chronique, coll. Le Tour de la Question, 2016
- Victor Hugo pour l’éternité, Paris, Chronique, 2012
- Napoléon au-delà de la légende, Paris, Chronique, 2011
- Le Service militaire, Paris, Chronique, 2008
- La Pêche au brochet en Mai 68, Alexipharmaque, 2008
- Fritz Lang, Pardès, 2004
- Chemins d'ailleurs et de Damas (préf. Jean-Charles Personne), Lausanne, L'Âge d'Homme, 2000
- Le Mai 68 de la Nouvelle Droite (participation à un ouvrage collectif), Labyrinthe, 1998
- Nasser, Paris, Chronique, 1998
- Leclerc, Paris, Chronique, 1997
- Mermoz, Paris, Chronique, 1997
- Destin du français. Identité et langage — Propos tétraglossiques, Alfred Eibel, 1979
- Faust, Vania, Kaspar et Véronique, Alfred Eibel, 1976
- Arno Breker, le Michel-Ange du XXe siècle (avec J. Infiesta), De Nuevo Arte Thor, 1976
- Raoul Walsh ou l'Amérique perdue, Seghers, 1970 (rééd. Dualpha, 2003)

### En collaboration
- Musiciens d'hier et d'aujourd'hui : Guide de l'amateur de A à Z (avec Michèle Delagneau), e-Dite, 2007
- Chronique de la correspondance (avec Laurent Palet), Paris, Chronique, 2006
- Chronique de l'année 2006, Dargaud, 2006
- Chronique du timbre-poste français, Paris, Chronique, 2005
- Chronique de l'année 2005, Paris, Dargaud, 2005
- Chronique de l'année 2004 (avec Bruno Larebière), Paris, Dargaud, 2004
- Chronique de l'année 2003, Paris, Dargaud, 2003
- Chronique de l'année 2002, Paris, Dargaud, 2002
- Chronique de l'année 2001, Paris, Dargaud, 2001

### Direction d'ouvrage
- Liber Amicorum Alain de Benoist (ouvrage collectif), Les Amis d'Alain de Benoist, 2004
- Aux éditions Atlas :
  - Le Cinéma français. Le muet (avec Philippe d'Hugues), 1986
  - Le Cinéma français. 1960-1985 (avec Philippe d'Hugues), 1985
  - Le Cinéma français. 1930-1960 (avec Philippe d'Hugues), 1984
  - Le Cinéma : grande histoire illustrée du 7e art, 1982